# Innokenti Smoktounovski
Innokenti Mikhaïlovitch Smoktounovski (en russe : Иннокентий Михайлович Смоктуновский) de son vrai nom Smoktounovitch, né le 28 mars 1925 à Tatianovka dans le Gouvernement de Tomsk et mort le 3 août 1994 à Moscou, est un acteur soviétique et russe,,,.

## Biographie
Fils de Mikhaïl Petrovitch Smoktounovitch (1899-1942) et de son épouse Anna Akimovna Makhneva (1902-1985), Innokenti est le second d'une fratrie de six enfants. Ils vivent au village Tatianovka jusqu'à ce que craignant la politique de collectivisation imposée par le gouvernement soviétique, les parents prennent la décision de quitter la campagne. En 1932, la famille part s'installer à Tomsk, puis, à Krasnoïarsk où habite la sœur du père, Nadezhda Petrovna qui, n'ayant pas d'enfants, prend chez elle Innokenti et son frère Vladimir. Le père de famille travaille comme débardeur au port de Krasnoïarsk jusqu'à ce qu'il soit mobilisé dans l'Armée rouge lorsque le conflit militaire s'ouvre sur le front de l'Est au cours de la Seconde Guerre mondiale. En août 1942, il est déclaré disparu au combat, plus tard son corps sera identifié.
Au début de la guerre Innokenti suit, un temps, une formation médicale qu'il abandonne pour devenir projectionniste. Dès 1942, il fait également de la figuration au Théâtre dramatique de Krasnoïarsk. Mobilisé à son tour en 1943, il se retrouve à l'école militaire de Kiev transférée en temps de guerre à Atchinsk, mais sans pouvoir terminer le cursus, sera incorporé dans la 75e division d'infanterie et envoyé au front. Il participe à la Bataille de Koursk, à la Bataille du Dniepr, à la Bataille de Kiev et recevra plusieurs décorations militaires. En décembre 1943, il est fait prisonnier par les allemands et passe par les camps de prisonniers de Jytomyr, Chepetivka et Berdytchiv. Le 7 janvier 1944, il réussit à s'évader et sera caché pendant un mois par une famille ukrainienne dans l'oblast de Khmelnytsky qui le mettra ensuite en relation avec le réseau de résistance. En mai de la même année, son groupe de partisans intègre la 102e division d'infanterie avec laquelle Smoktounovski, avec le grade de sergent, participera entre autres à l'Offensive Vistule-Oder pour terminer la guerre à Grevesmühlen.
Démobilisé en octobre 1945, il rentre à Krasnoïarsk comptant tout d'abord entamer les études à l'Institut Technologique Forestier, puis, finalement se décide de suivre une formation d'art dramatique au sein du Théâtre Pouchkine. Sa perspective de carrière toutefois est mise à mal par le fait qu'en Union soviétique tout prisonnier de guerre, quel que soit le contexte de sa capture, est considéré comme un traitre à la suite de l'Ordre n° 270 du Haut Commandement suprême de l'Armée rouge signé par Staline en personne. Smoktounovski se voit de ce fait interdit de séjour dans les trente-neuf grandes villes du pays. Après bien des refus de sa candidature, il se retrouve dans la troupe du Théâtre dramatique Vladimir Maïakovski de Norilsk dans le kraï de Krasnoïarsk au nord du cercle polaire arctique. C'est là qu'il prendra un nom de scène, à la demande du directeur artistique. Il y jouera principalement devant le public de prisonniers. Parmi les acteurs de sa troupe se trouve Gueorgui Jjionov assigné à résidence à Norilsk qui restera son ami pour la vie.
Après un court passage au Théâtre dramatique russe de Makhatchkala en 1952, il travaille au Théâtre Gorki de Stalingrad en 1953-1954, puis, se décide de tenter sa chance à Moscou début de 1955. Il se rend à la capitale ayant pour tout vêtement un costume de ski et ainsi vêtu récite textes et monologues devant les metteurs en scène, produisant la plupart du temps l'effet d'un personnage étrange en décalage avec les attentes artistiques de l'époque. Finalement le Théâtre du Lenkom lui propose le contrat d'intérimaire, mais les rôles là aussi se font attendre. Smoktounovski le quitte alors pour le Théâtre national d'acteur de cinéma ce qui lui ouvre les portes des studios Mosfilm qui l'emploient pour faire de la figuration. Là, il est remarqué par le réalisateur Aleksandre Ivanov qui, en 1956, lui donne le rôle de Farber, un appelé issu de l'intelligentsia, dans Les Soldats, une adaptation de la nouvelle de Viktor Nekrassov Dans les tranchées de Stalingrad (1946). Le film recevra le troisième prix du Festival panrusse du cinéma (en) de Moscou en 1958.
Entre-temps en 1956, Gueorgui Tovstonogov prend la direction du Grand théâtre dramatique de Léningrad et entreprend à y monter L'Idiot de Fiodor Dostoïevski. La candidature de Smoktounovski pour le rôle de prince Mychkine lui est proposée par Evgueni Lebedev déjà choisi pour incarner Parfione Rogojine, ce dernier connait Smoktounovski par son travail à ses côtés dans Les Soldats. Tovstonogov visionne le film et convoque cet artiste alors pratiquement inconnu. Lors de la première audition, il est frappé par son regard à la fois direct et détaché, exactement comme celui qu'il imaginait que le héros dostoïevskien devait avoir. Pourtant il s'avère bien difficile d'animer sur scène ce prince qui paraît à la première vue tout prêt. Smoktounovski dira plus tard n'avoir jamais connu auparavant une telle souffrance lors de l'émergence d'un personnage. Selon lui, après bien des essais et conflits, une brève observation d'un homme perdu dans ses pensées au milieu d'un brouhaha d'un hall de théâtre, décidera de ce que sera son Mychkine. La première représentation a lieu le 31 décembre 1957 et c'est un triomphe. La critique parle d'une révélation, d'ailleurs elle ne parle que de Mychkine qui parvient à éclipser le reste de la troupe pourtant étoilée. Dans ses postures gauches, sa voix humble et ses silences se concentre une naïveté bienveillante toute nouvelle pour le spectateur soviétique.
Sur scène du Grand théâtre dramatique, Smoktounovski incarne également Félix Dzerjinski dans Le Carillon du Kremlin (Kremlyovskie kuranty) de Nikolaï Pogodine et Serguei Serioguine dans Une histoire d'Irkoutsk d'Alekseï Arbouzov, mais ces performances n'atteignent guère celle dans L'Idiot. Au même moment, plusieurs cinéastes le sollicitent et lui offrent d'emblée les premiers rôles dans leurs films. Le travail pour le cinéma s'avère toutefois incompatible avec une activité théâtrale. L'artiste préfère donc se consacrer pleinement à la carrière cinématographique fin 1960.
Pendant cette période Smoktounovski joue dans de nombreux films qui lui permettent d'accéder à une célébrité nationale et parmi eux Hamlet de Grigori Kozintsev (1964) qui fait connaître son nom au-delà des frontières de l'URSS,. 
Il travaille également dans le doublage de nombreux longs métrages et documentaires, notamment dans Le Miroir d'Andreï Tarkovski, où il prêté sa voix au personnage principal. Il a doublé Charlie Chaplin dans les films Les Feux de la rampe et Un roi à New York. Parmi les derniers rôles de l'actur on peut noter celui d'Isaak dans le drame de Leonid Gorovets Le Tailleur des dames basé sur la nouvelle éponyme d'Alexandre Borchtchagovski. récompense par le prix Nika du meilleur rôle masculin en 1990. Son dernier rôle à l'écran fut celui du colonel Freeleigh dans l'adaptation du Vin de l'été de Ray Bradbury, l'acteur n'a pas eu le temps de le doubler et le film sortit en 1997, après sa mort.
Smoktounovski décède le 3 août 1994, à l'âge de 70 ans, au sanatorium Herzen dans la région de Moscou. L'acteur est inhumé au cimetière de Novodevitchi

## Filmographie partielle
- 1956 : Les Soldats (Солдаты) d' Alexandre Ivanov : Farber
- 1956 : Meurtre dans la rue Dante (Убийство на улице Данте) de Mikhaïl Romm : jeune fasciste
- 1957 : L'Orage de Mikhail Dubson
- 1960 : La Lettre inachevée (Неотправленное письмо, Neotpravlennoe pismo) de Mikhaïl Kalatozov : Sabinine
- 1962 : Neuf Jours d'une année (Девять дней одного года) de Mikhaïl Romm : Ilia Koulikov
- 1964 : Hamlet (Гамлет) de Grigori Kozintsev : Hamlet
- 1965 : Sur une planète (ru) (На одной планете) de Ilya Olschwanger : Vladimir Lénine
- 1966 : Le Petit Prince (Mažasis princas) d'Arūnas Žebriūnas : Voix off
- 1966 : Attention, automobile (Берегись автомобиля) d'Eldar Riazanov
- 1969 : Crime et Châtiment (Преступление и наказание) de Lev Koulidjanov : le juge d'instruction Porphyre Petrovitch
- 1969 : Tchaïkovski d'Igor Talankine : Piotr Ilitch Tchaïkovski
- 1970 : Oncle Vania (Дядя Ваня) d'Andreï Kontchalovski : Ivan Voïnitski
- 1972 : Le Domptage de feu (Укрощение огня) de Daniil Khrabrovitski : Constantin Tsiolkovski
- 1975 : Le Miroir (Зеркало) d'Andreï Tarkovski : le narrateur
- 1974 : Mères et Filles (Дочки-матери)  de Sergueï Guerassimov : Vadim Vassiliev
- 1975 : Ils ont combattu pour la patrie (Они сражались за Родину) de Sergueï Bondartchouk : le chirurgien
- 1976 : La Princesse au petit pois (Принцесса на горошине) de Boris Rytsarev : roi
- 1977 : La Steppe (Степь) de Sergueï Bondartchouk : Moiseï Moiseevich
- 1979 : Moscou ne croit pas aux larmes (Москва слезам не верит) de Vladimir Menchov : cameo
- 1982 : La Dame de pique (Пиковая дама) d'Igor Maslennikov : Tchekalinski
- 1986 : Le XXe siècle commence (Двадцатый век начинается) : lord Bellinger
- 1987 : Les Yeux noirs (Очи чёрные) de Nikita Mikhalkov : le gouverneur de Sissoïev
- 1988 : Zone interdite (Запретная зона) de Nikolaï Goubenko : Artyom Grigorievitch Kalanchev
- 1990 : La Mère (Мать) de Gleb Panfilov : le gouverneur
- 1991 : Genius (Гений) de Viktor Sergueïev : Gilia
- 1997 : Le Vin de l'été (Вино из одуванчиков) de Igor Apassian : Colonel Freeleigh

## Distinctions et récompenses
récompenses
- En 1964, pour sa performance dans Hamlet de Grigori Kozintsev, Smoktounovski est élu meilleur acteur de l'année par le magazine Sovetski ekran
- 1966 : 19e cérémonie des British Academy Film Awards : nomination au prix du meilleur acteur pour son interprétation d'Hamlet dans Hamlet (Гамлет)
- 1970 : Festival du film de Saint-Sébastien : Coquille d'argent du meilleur acteur pour Tchaïkovski (Чайковский)[9]
- En 1990 - Nika du meilleur rôle masculin pour le rôle d'Isaak dans Le Tailleur des dames de Leonid Gorovets.
- En 1993 - Nika pour la contribution à la cinématographie.

distinctions
- Héros du travail socialiste (1990)
- Artiste du peuple de l'URSS (1974)
- Prix Lénine (1965)
- Ordre de Lénine (1971, 1985, 1990)
- Ordre de la Guerre patriotique (1985)
- Ordre de l'Amitié des peuples (1981)
- Médaille du Courage (1943, 1945)
- Médaille pour la victoire sur l'Allemagne dans la Grande Guerre patriotique de 1941-1945
- Médaille du 30e anniversaire de la Victoire sur l'Allemagne
- Médaille pour la Libération de Varsovie
- Médaille pour la prise de Berlin